# Stefan Hirschauer
Stefan Hirschauer (* 1960) ist ein deutscher Soziologe und Hochschullehrer.
Hirschauer studierte von 1979 bis 1985 Soziologie und Philosophie an der Universität Bielefeld mit dem Abschluss Diplom-Soziologe. 
Für 1985–1989 erhielt er ein Promotionsstipendium und betrieb Feldforschungen in Hamburg, Berlin und München. Hirschauer promovierte 1991, für seine Dissertation über Die soziale Konstruktion der Transsexualität erhielt er im selben Jahr den Mullins-Award der Society for Social Studies of Science in Boston. Anschließend war er von 1992 bis 1998 Hochschulassistent der Fakultät für Soziologie der Universität Bielefeld, die Habilitation erfolgte 1998. Von 1999 bis 2000 war er Heisenberg-Stipendiat der Deutschen Forschungsgemeinschaft, 1999 Gastprofessor am Centre de Sociologie de l'Innovation (Paris), 2000 Gastprofessor am Institut für Soziologie der Universität Wien und 2001 Visiting Scholar am Department for Science Studies, Cornell University.
Von 2002 bis 2005 war Hirschauer Professor für Soziologie und Gender Studies am Institut für Soziologie der Universität München und seit 2006 ist er Professor für Soziologie am Institut für Soziologie der Universität Mainz.
Von 1990 bis 1999 war er Redakteur und geschäftsführender Herausgeber der Zeitschrift für Soziologie (ZfS).  
Hirschauers Forschungen gelten als einflussreich für die Etablierung der Praxeologie in Deutschland.

## Schriften
- Die soziale Konstruktion der Transsexualität. Über die Medizin und den Geschlechtswechsel. Suhrkamp, Frankfurt am Main 1993.
- Wozu ‚Gender Studies’? Geschlechtsdifferenzierungsforschung zwischen politischem Populismus und naturwissenschaftlicher Konkurrenz. In: Soziale Welt. Band 54, Nr. 4, 2003, S. 461–482, JSTOR:40878437.
- On Doing Being a Stranger. In: Journal for the Theory of Social Behaviour, Jg. 35 (2005), H. 1, S. 41–67.
- Ethnographisches Schreiben und die Schweigsamkeit des Sozialen. Zu einer Methodologie der Beschreibung. (PDF; 2,3 MB) In: Zeitschrift für Soziologie 30: 429–451
- Putting Things into Words. In: Human Studies, Jg. 29 (2006), H. 4, S. 413–441.
- Animated Corpses. In: Body & Society, Jg. 12 (2006), H. 4, S. 25–52.
- Un/doing Differences. Praktiken der Humandifferenzierung. Weilerswist: Velbrück Wissenschaft 2017.